# 大西洋英
大西 洋英（おおにし ひろひで、1959年〈昭和34年〉5月13日 - ）は、日本の医師、医学者。専門は消化器内科学。独立行政法人労働者健康安全機構理事長。

## 来歴
1984年（昭和59年）3月、東京大学医学部を卒業。同月より東京大学医学部附属病院に研修医として勤務した。その後、公立昭和病院消化器内科医員、ミシガン大学医学部研究員を経て、1996年（平成8年）3月、東京大学大学院医学系研究科を修了。翌1997年（平成9年）4月からは天皇・皇后担当の宮内庁侍従職侍医として勤務した。その後、東京大学医学部第四内科文部教官助手、自治医科大学内科学講座消化器内科学部門講師を経て、2007年（平成19年）4月、秋田大学大学院医学系研究科医学専攻腫瘍制御医学系消化器内科学・神経内科学講座教授に就任。2010年（平成22年）4月から秋田大学医学部附属病院院長補佐を兼任。2011年（平成23年）には急性膵炎の発症に関わる遺伝子を大西と秋田大学の真嶋浩聡講師らの研究チームが特定し、アメリカの医学誌に発表した（後述）。2012年（平成24年）、秋田大学医学部附属病院院長補佐を退任。2015年（平成27年）4月、秋田大学大学院医学系研究科医学専攻腫瘍制御医学系肝胆膵内科学・神経内科学講座教授に就任。
2018年（平成30年）4月、労働者健康安全機構理事に就任。2022年（令和4年）4月、労働者健康安全機構総括研究ディレクター兼総括産業保健ディレクターに就任。2024年（令和6年）4月1日、労働者健康安全機構理事長に就任。

## 研究

### 急性膵炎
2011年（平成23年）、大西らの研究チームは急性膵炎の原因遺伝子の特定に成功し、同年9月2日付の医学誌で発表。大西らは、インターフェロン抑制因子2に着目し、これが欠落したマウスで解析したところ、本来は膵臓から外部に分泌される消化酵素が排出されず、膵臓を痛めて初期の急性膵炎と同様の症状になることを発見した。また、これと同時にインターフェロン抑制因子2が膵臓以外に作用せず、他の臓器に影響がないことも判明した。これにより急性膵炎の治療の際に生じる副作用の抑制に期待された。
2017年（平成29年）には秋田大学や自治医科大学などによる研究チームを率い、急性膵炎の発症がオートファジーの機能が止まることが起因しているとの研究成果を同年6月6日付の科学誌『Scientific Reports』に発表した。